# アルゼンチンとニュージーランドの関係
アルゼンチンとニュージーランド関係（スペイン語: Relaciones Argentina-Nueva Zelanda 英語: Argentina–New Zealand relations マオリ語: Argentina - te whanaungatanga o Aotearoa）は、アルゼンチン共和国とニュージーランドの外交関係を指す。両国はケアンズ・グループと国際連合の相互加盟国である。

## 歴史

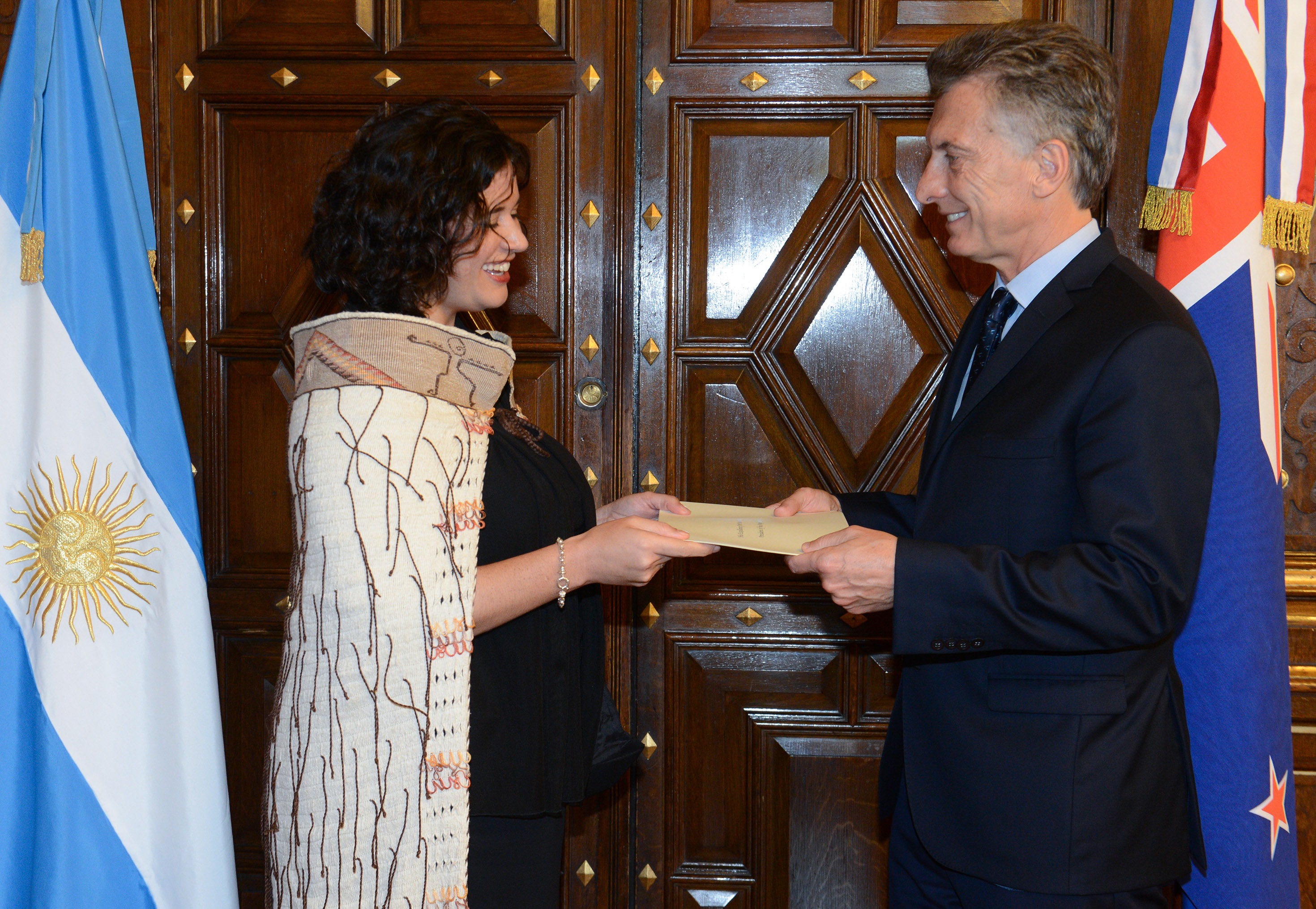
ニュージーランドのレイリーン・リウファラニ大使から信任状を受け取るアルゼンチンのマウリシオ・マクリ大統領、2016年

アルゼンチンとニュージーランドは南半球の工業国である。1964年に両国の国交が樹立されたが 、距離が離れている事もあり、両国の関係は非常に限られた物であった。アルゼンチンがウェリントンに大使館を開設したのは1977年の事である。
1976年、アルゼンチンは軍事政権の下に置かれたが、その軍事政権は、フォークランド諸島（アルゼンチン沖のイギリスの海外領土）に対する領有権を主張した。1982年4月、アルゼンチンはフォークランド諸島に侵攻し、フォークランド紛争が勃発した。アルゼンチン軍による侵攻直後、ニュージーランドはアルゼンチンと断交し、経済制裁を加えた。同年6月紛争はイギリスの勝利に終わった。1984年、アルゼンチンとニュージーランドは国交を再開した。 1987年にはオークランドに領事館を開設し、1997年にはウェリントンに大使館を再開した。 1998年4月、アルゼンチンのカルロス・メネム大統領がニュージーランドを訪問し、ニュージーランドのジェニー・シップリー首相と会談した。 同年、ニュージーランドはブエノスアイレスに大使館を開設した。
アルゼンチンとニュージーランドの関係が再確立されて以来、両国は世界の農業貿易の改善、南極と南洋の保全、気候変動、クジラの保護、国際人権、平和維持、兵器の不拡散への認識を国際社会に働きかけてきた。 2001年11月には、ニュージーランドのヘレン・クラーク首相がアルゼンチンを訪問した。 両国はワーキングホリデー査証制度に署名し、確立している。2015年12月にはニュージーランド航空がオークランドとブエノスアイレス間の直行便を就航させた。2017年にはアルゼンチンのリカルド・ネグリ農相がニュージーランドを訪問した。

## 貿易
2016年、アルゼンチンとニュージーランドの貿易総額は1億9,900万米ドルであった。 アルゼンチンのニュージーランドへの主な輸出品には、大豆油粕、砂糖、調理・保存された果物やナッツ、自動車などが含まれる。ニュージーランドのアルゼンチンへの主な輸出品には、紙製品、航空機、機械、アルビノイド、でんぷん・糊、電気機械などがある。